# Friedrich August von Erlach
Friedrich August Freiherr von Erlach (* 11. Mai 1721 in Altenburg; † 17. November 1801 auf Groß Sürding bei Breslau) war ein preußischer Generalleutnant und Chef eines nach ihm benannten Regiments. Er war (zweifacher) Ritter des Ordens Pour le Mérite sowie Erbherr von Ober- und Nieder-Groß Sürding und Bogenau.

## Herkunft
Friedrich August von Erlach aus dem alten Berner Patriziergeschlecht von Erlach war der zweite Sohn des Hofmarschalls von Anhalt-Bernburg, August Leberecht von Erlach (* 12. Januar 1680; † 16. Dezember 1754), und Dorothea Elisabeth von Schenk aus dem Haus Flechtingen (* 23. März 1692; † 6. Juni 1762). Seine Schwester Sophie Eleonore Friederike († Dezember 1781) war mit dem Generalleutnant Karl August von Backhof verheiratet.

## Leben
1740 kam er als Fahnenjunker zum Regiment „Marnitz zu Fuß“ in Halberstadt. Im gleichen Jahr wurde er Fähnrich. Im Jahr 1744 wurde er Seconde-Lieutenant und 1746 Premier-Lieutenant. 1750 avancierte er zum Stabshauptmann und 1753 zum wirklichen Hauptmann. Im Jahr 1759 wurde er Major.
Während des Siebenjährigen Krieges kämpfte er in den Schlachten von Hohenfriedberg, Kesselsdorf (in den Arm geschossen), Kolin, Roßbach, Kunersdorf (schwer an der Hüfte verletzt) und Torgau.
In der Schlacht bei Lobositz erwarb er sich den Orden Pour le Mérite. Während der Belagerung von Prag konnte er sich erneut auszeichnen; bei den Kämpfen um Sankt Sebastiansberg führte er eine Kompanie von 400 Freiwilligen. Es gelang ihm damit, die Verschanzung auf dem linken Flügel zu überwinden. Für diesen Erfolg erhielt er nochmals den Pour le Mérite. Diesen gab er jedoch zurück und stieg dafür in seinem Regiment weiter auf.
Nach seiner schweren Verletzung in Kunersdorf wurde er nach Stettin gebracht und konnte dort genesen. Danach bekam er den Befehl, sein Regiment mit Genesenen und neuen Rekruten wiederherzustellen. Mit diesem Regiment besetzte er die Stadt Nordhausen und konnte für seinen König 200.000 Taler Kontribution einziehen.
Nach dem Gefecht von Maxen konnte er, im Gegensatz zu vielen anderen, seine Karriere fortsetzen. Im Jahr 1765 wurde er Oberstleutnant sowie Kommandeur des Regiments. 1770 wurde er Oberst und im Juni 1777 Chef des vormaligen Regiments „Gablentz zu Fuß“. Im August desselben Jahres wurde er Generalmajor. Am 3. März 1787 ernannte man ihn zum Generalleutnant. Ab 1790 lebte er im Ruhestand auf seinem Gut in Groß Sürding, wo er auch verstarb.

## Familie
Im Jahr 1763 heiratete er Friederike Wilhelmine Christiane von Wallwitz (* 16. Juni 1739; † 26. April 1803). Sie war die Witwe des Forstmeisters Wilhelm Gustav Rauchhaupt (* 12. Dezember 1727; † 25. September 1762). Aus der Ehe entstammen zwei Söhne und drei Töchter:
- Friedrich Ernst Johann (* 9. Juni 1764)
- Carl Ferdinand Friedrich Heinrich (* 16. Juli 1765; † um 1842),[2] Jurist, Kriegs- und Domänenrat in preußischen Diensten;[3] später Schriftsteller und Herausgeber einer Volksliedsammlung in Mannheim ⚭ 25. November 1792 in Wien[4] Maria Karolina Freiin von Sommerau Beeckh[5] (* 6. April 1774 in Wien; † 20. Januar 1835 in Mannheim),[6] Tochter des Gottfried Wilhelm von Sommerau Beeckh und seiner Frau Clara, geb. Edle von Summern. Ein Bruder der Maria Karoline von Erlach war der Erzbischof Maximilian Joseph Gottfried von Sommerau Beeckh.
- Luise Friederike Wilhelmine (* 22. September 1766) ⚭ 14. Mai 1790 Friedrich Ernst Christoph Ferdinand von Roëll (* 30. November 1767; † 1830), 1800–1804 Erbherr auf Klein- und Groß Reichen im Landkreis Lüben, 1813 Rittmeister und Adjutant im 2. Schlesischen Landwehr-Kavallerie-Regiment, 1816 a. D., 1820 Landrat des Kreises Trebnitz, Sohn des preußischen Generalmajors Christoph Moritz von Roëll (* 10. März 1713; † 27. April 1797) und der Ernestine Henriette von Hock aus dem Hause Groß-Reichen († 11. Juni 1809)
- Christine Auguste Charlotte (* 7. November (1767/1769); † 22. Februar 1817) ⚭ 17. Oktober 1784 Friedrich Graf von Pückler (* 26. Januar 1756; † 11. November 1806)[7], Eltern des späteren preußischen Generalleutnants Friedrich von Pückler
- Helene Friederike Johanne (* 31. Juli 1770) ⚭ 22. April 1788 Otto Ferdinand von Zedlitz, Erbherr auf Teichenau (* 1. September 1753; † 22. Mai 1831)[8][9]